# Давоян, Миша Оганесович
 Миша Оганесович Давоян (арм. Միշա Հովհաննեսի Դավոյան; 25 февраля 1925, Тифлис — 28 сентября 2005, Гюмри) — советский армянский географ-геоморфолог и гидролог. Кандидат географических наук, доцент (1971) Гюмрийского (Ленинаканского) педагогического института. Участник Великой Отечественной войны. Награждён орденом «Знак Почета» (1981), медалями «За взятие Будапешта» (1945), Географического общества Союза ССР (1956). Автор 120 научных и научно-методических статей.

## Биография
М. О. Давоян родился 25 февраля 1925 года в Тифлисе (ныне — Тбилиси), Грузинская ССР, СССР, в семье строителя из Гюмри. В 1928 году семья вернулась на родину — в Ленинакан. В 1952 году окончил Ленинаканский педагогический институт. 1953—1956 годы — учёба в аспирантуре и работа на географическом факультете (ЕГУ).
В 1955—1958 годы — руководитель геоморфологической экспедиции Ереванского государственного университета в северных районах Армении. В 1953 году на окраине города Гюмри экспедицией были обнаружены останки ископаемого мамонта четвертичного периода. 1958—2001 — заведующий кафедрой географии Ленинаканского, (затем — Гюмрийского) педагогический института. 1971 — кандидат географических наук, доцент. Труды посвящены изучению рельефа и гидрологических режимов реки Ахурян, геоморфологии и палеогеографии Ширакской котловины, гляциологии горного массива Арагаца. В последние десятилетия исследовал гидрографическую сеть Армянского нагорья. Автор ряда краеведческих и публицистических статей по истории Гюмри.

## Сочинения
- Ископаемый слон из четвертичных отложений. «Природа», 1955, март, стр. 123—124. Москва. Издательство АН СССР.1955.
- Следы древних долин в северо-западной Армении. «Известия АН Арм. ССР», том 11, № 2,1958 год, стр. 49-54.
- Площадь современного оледенения на Арагаце и процесс сокращения фирнов-снежников. «Известия АН Арм. ССР»,1970 год, № 2, стр. 60-65.
- Заходит ли Арагац за уровень снеговой климатической линии? «Известия АН Арм. ССР»,1970 год, № 6, стр. 65-71.
- О некоторых вопросах палеогеографии Ширакской котловины. «Известия АН Арм. ССР»,1971 год, № 4, стр.81-86.
- Геоморфология бассейна реки Ахурян. Автореферат диссертации. Ереван. Ереванский государственный университет.1971.
- О происхождении каньона реки Дебет. «Материалы 6 съезда Географического общества Союза ССР», «Мецниереба»,Тбилиси,1975,стр. 18-25.
- Происхождение и формирование Ширакского плато. «Сборник научных трудов Армянского Географического общества», стр.4-6. Ереван,2002
- О некоторых вопросах охраны природы Ширака. «Сборник научных трудов ГПИ», стр. 4-7. Гюмри. 1998.(на арм).
- Водная сеть Армянского нагорья.(монография). Издательство ЕрГУ.(в печати).